# (7221) 1981 SJ
(7221) 1981 SJ là một tiểu hành tinh vành đai chính. Nó được phát hiện bởi Zdeňka Vávrová ở Đài thiên văn Kleť gần České Budějovice, Cộng hòa Séc, ngày 22 tháng 9 năm 1981.